# Stephen Blumberg
Stephen Blumberg (født 8. juli 1948) er en af verdenshistoriens største bogtyve. Han er kendt for at have stjålet mere end 20.000 sjældne bøger og 10.000 manuskripter fra mere end 140 universiteter i 45 stater i USA og Canada. De stjålne bøger blev tilsammen vurderet til $20 millioner.

## Motiv
Blumberg stjal bøgerne, fordi han ville redde dem fra bibliotekerne, som han mente blot lod bøgerne stå og smuldre. Han har altid været en excentrisk karakter, og dette argument brugte hans forsvarere også i retssagen mod ham i 1990-1992, for at få en så mild dom som muligt.

## Retssagen
Men inden retssagen skulle Blumberg først fanges. Han havde i 1988 købt en stor villa i Ottumwa Iowa i USA, hvor han havde alle sine stjålne bøger. En medskyldig fortalte FBI om Blumbergs tyverier, og jagten gik ind på ham. Via et ID-kort, som Blumberg havde stjålet, og nogle af hans fingeraftryk, lykkedes det universitetsbetjenten, J.Steve Huntsberry, at finde Blumberg. Han blev anholdt den 20. marts 1990, og FBI gennemsøgte hans hus i Ottumwa og fandt henved 20.000 bøger i villaen. 
Blumbergs forsvarere havde set det håbløse i at få ham kendt uskyldig, og havde derfor håbet, at han kunne få en mild dom i form af fx psykiatrisk behandling ved at lade ham kende skyldig som sindssyg, men man mente fra myndighedernes side, at Blumberg godt vidste, hvad han gjorde, da han stjal bøgerne.
Blumberg blev den 31. juli 1991 idømt 71 måneders fængsel og tildelt en bøde på $200.000, men blev den 29. december 1995 løsladt.
I 2003 var den gal igen, da Blumberg blev anholdt for at stjæle glasmalede vinduer.